# Den Hielmstierne-Rosencroneske Stiftelse
Den Hielmstierne-Rosencroneske Stiftelse är en av kammarherre och greve Henrik Hielmstiernes svärson, greve Marcus Gerhard Rosencrone 30 september 1809 inrättad stiftelse.
Två tredjedelar av räntorna på kapitalet, vilket 1930 utgjorde omkring 4 miljoner kronor, utdelas i Danmark och Norge till dels filantropiska, dels praktiska och konstnärliga, dels vetenskapliga ändamål, särskilt till främjande av studiet av dansk historia.